# Pawieł Sidorienko
Pawieł Jurjewicz Sidorienko (ros. Павел Юрьевич Сидоренко; ur. 26 marca 1987) – kirgiski piłkarz grający na pozycji środkowego pomocnika. Od 2012 jest zawodnikiem klubu Ałga Biszkek.

## Kariera piłkarska
Swoją karierę piłkarską Sidorienko rozpoczął w klubie Mołodiożnaja Sbornaja w którym w 2004 roku zadebiutował w pierwszej lidze kirgiskiej. W 2006 przeszedł do Muras-Sport Biszkek, a w 2007 do Awiatora-AAL Biszkek. W połowie 2007 został zawodnikiem klubu Abdysz-Ata Kant. Zdobył z nim trzy Puchary Kirgistanu (2007, 2009, 2011) i wywalczył trzy wicemistrzostwa tego kraju (2007-2009).
W 2012 roku Sidorienko przeszedł do Ałgi Biszkek. W 2012 roku został z nią wicemistrzem Kirgistanu.

## Kariera reprezentacyjna
W reprezentacji Kirgistanu Sidorienko zadebiutował 21 sierpnia 2007 w przegranym 1:4 towarzyskim meczu z Syrią. W 2019 roku powołano go do kadry na Puchar Azji.